# 拉达克王国

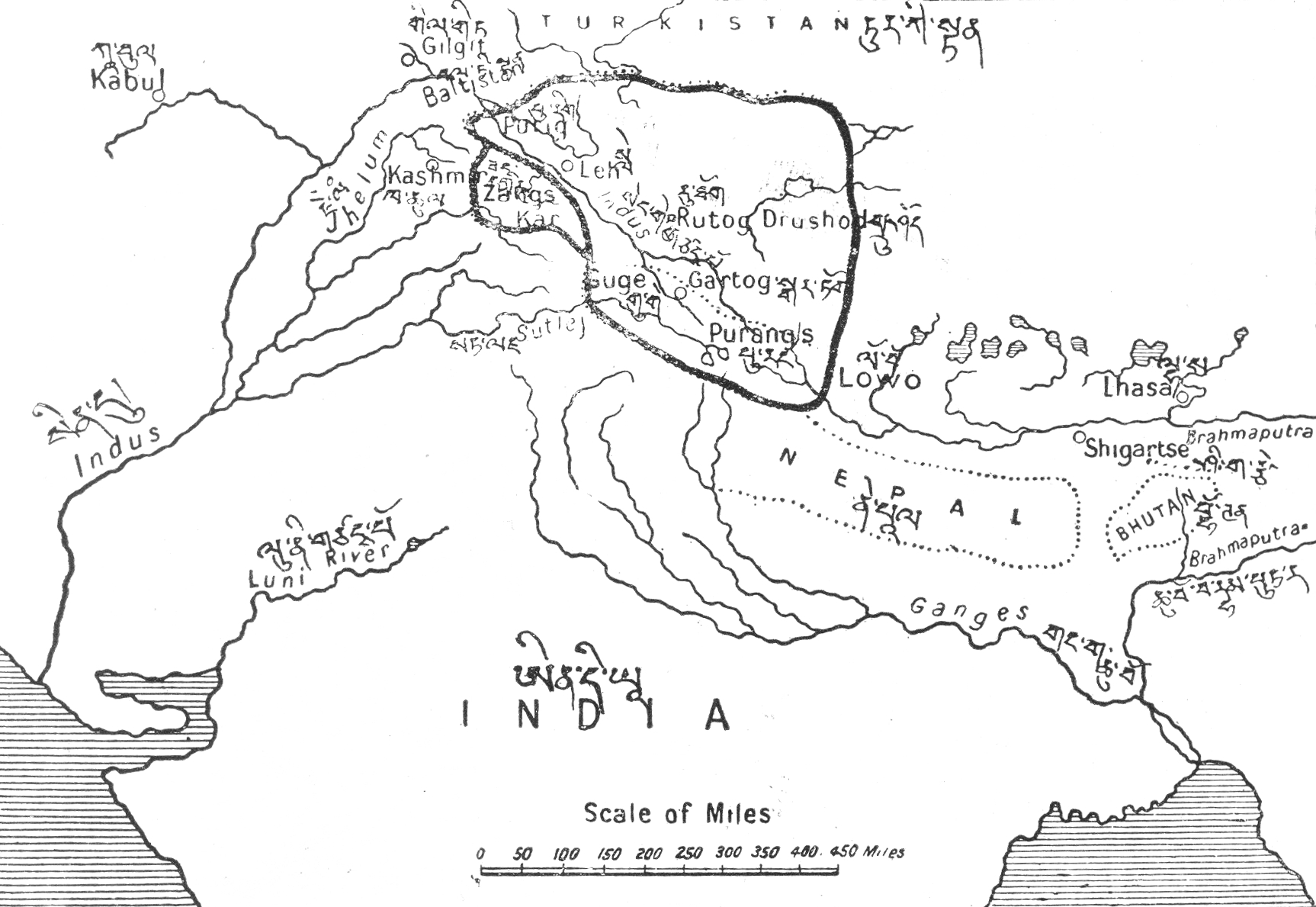
尼玛衮在位期间拉达克的疆域。

拉达克王国（藏語：ལ་དྭགས་རྒྱལ་པོ，威利转写：la dwags rgyal po）是历史上曾经存在的一个王国，位于今日克什米尔东南部的拉达克地区，首都在今日印度控制的拉达克首府列城。与锡金王国一样，其君主也自称“却嘉”。
吐蕃帝国赞普朗达玛遇刺身亡之后，吐蕃陷入内乱，随即分裂。吐蕃王室后裔尼玛衮逃往阿里地区，娶当地头人女儿为妻，称王。死后，王国被分裂为三个国家，成为“阿里三围”。拉达克一带由长子日巴衮统治，建立拉达克王国。
最初拉达克信奉苯教。到益希沃（Yeshe-Ö）在位期间，佛教传入阿里地区并逐渐成为当地主流宗教。1470年，Basgo国王拉青巴根（Lhachen Bhagan）推翻拉达克王，建立拉达克南嘉王朝。扎西南嘉（Tashi Namgyal）在位期间，成功抵御了来自中亚的伊斯兰势力入侵。泽旺南嘉（Tsewang Namgyal）在位期间，将王国扩张到尼泊尔。
蒋扬南嘉（Jamyang Namgyal）在位期间，面对伊斯兰势力的扩张，被迫改宗伊斯兰教，并破坏了众多佛教古迹。因此，在拉达克境内，幸存的年代在此王在位之前的佛教寺院极少。佛教信仰在其子僧格南嘉即位後恢復。
僧格南嘉在位期间，拉达克势力達到史上顛峰，向北占领藏斯卡和司丕底山谷，向东攻灭古格王国。僧格南嘉恢复了佛教信仰，并开始重建佛寺。他与占据克什米尔谷地和巴尔蒂斯坦的莫卧儿帝国开战，但被打败。其子德丹南嘉（Deldan Namgyal）为与莫卧儿帝国达成和解，应奥朗则布的要求，在列城建立清真寺。后来在巴尔蒂斯坦打败莫卧儿。在不丹与西藏的宗教纠纷中，拉达克支持不丹，遭到西藏五世达赖喇嘛的入侵，是为拉达克战争。最后阿里地区被西藏占领。
19世纪初，莫卧儿帝国崩溃，锡克人统治了旁遮普和克什米尔。在锡克人的支持下，查谟-克什米尔邦拉賈古拉卜·辛格在1834年派左拉瓦尔·辛格率兵入侵拉达克。拉达克向西藏求救，但西藏没有出兵帮助。拉达克最终战败，国王采巴南嘉（Tshespal Namgyal）逃亡到斯托克。之后，克什米尔入侵西藏的阿里地区，史称森巴战争。西藏出兵击退了锡克军队，夺回了阿里地区。随后出兵拉达克，试图恢复拉达克王位，但被锡克军队打败。西藏与克什米尔达成协议，双方息战言和，划定拉达克与古格、普兰之边界，自此拉达克地区脱离阿里三围。1842年，道格拉人废黜了拉达克最后的国王贡噶南嘉（Kunga Namgyal II），将其封为斯托克的领主，保留一定统治权力，拉达克正式被克什米尔兼并。由道格拉·古拉辛格统治拉达克，至此拉达克政权归于灭亡。

## 延伸阅读
- 《拉达克王统记》
- 1842年9月簽訂的條約內容參見M. L. Sali. . APH Publishing. 1998年: 261–262. ISBN 978-81-7024-964-1.（英文）
- Petech, Luciano,  (PDF), Instituto Italiano Per il Medio ed Estremo Oriente, 1977 –academia.edu[]
- Rizvi, Janet,  Second, Delhi: Oxford University Press, 1996  [2020-06-14], ISBN 0-19-564546-4, （原始内容存档于2020-06-23）